# Scolpire il tempo
Scolpire il tempo (Die Versiegelte Zeit) è un saggio teorico e autobiografico sul cinema scritto dal regista russo Andrej Tarkovskij e pubblicato per la prima volta in Germania nel 1985 dalla casa editrice Ullstein. Rappresenta una pietra miliare delle teorie sulla poetica del cinema, in virtù delle riflessioni dell'autore sulle specificità del medium artistico, sulle sue stesse opere, su temi filosofici e spirituali e sulle tendenze cinematografiche e artistiche della sua contemporaneità.

## Genesi e pubblicazione
Tarkovskij inizia la stesura del testo a partire dai primi anni settanta, prima dell'esilio, quando ancora viveva in Unione Sovietica, spinto dal desiderio di raccontare la sua visione del mondo e del mezzo cinematografico, proponendo un punto di vista critico delle teorie e pratiche contemporanee del mezzo e simultaneamente utilizzare la scrittura come la battitura di “un sentiero per me stesso, attraverso la selva delle possibilità di quest’arte giovane, stupenda e ancora poco studiata, allo scopo di ritrovarmi in essa in maniera più piena e indipendente”.
La bozza iniziale s’intitolava Il libro dei confronti ed era intesa come un dialogo tra l’autore e il teorico Leonid Koslov. Tarkovskij rimarrà impegnato alla stesura del testo per oltre un decennio. Nel 1983, grazie all’interessamento del giornalista Luigi Paini, si apre la possibilità di pubblicazione del saggio in Italia, che avverrà solo nel 1988 a cura della casa editrice Ubulibri. Nel 1984 Tarkovskij ha ormai cambiato il titolo della sua opera in Scolpire in tempo: il titolo definitivo appare infatti per la prima volta nel diario martiriologio dello stesso Tarkovskij. Sempre nel 1984 il regista stipula un contratto con la casa editrice berlinese Ullstein per la pubblicazione del libro che avverrà nel 1985. Nel 1986 arriverà la prima pubblicazione in lingua inglese presso la Bodley Head di Londra. Tarkovskij continuerà a monitorare ed aggiornare il testo, aggiungendo un capitolo intitolato “Sacrificio” per la prima edizione italiana dell’opera. In Italia nuove edizioni verranno poi pubblicate da Rizzoli e dall’istituto internazionale Andrej Tarkovskij.

## Struttura e capitoli
Il saggio era originariamente suddiviso in 9 capitoli, compresa l’introduzione. La versione italiana del 1988 comprende anche il capitolo “Sacrificio”, inserito come appendice. Nell’ultima edizione italiana a cura dell’istituto internazionale Andrej Tarkovskij del 2015 il testo aggiuntivo è invece inserito come ultimo capitolo numerato, seguito dalla conclusione. Nella sua versione italiana definitiva il testo segue questa struttura:
- Note della redazione
- Nota per la lettura: con lo scopo di chiarire dubbi sulla pronuncia di grafemi cirillici
- Introduzione
- Capitolo I: L’inizio
- Capitolo II: L’arte come nostalgia dell’ideale
- Capitolo III: Il tempo impresso
- Capitolo IV: Vocazione e destino
- Capitolo V: Dell’immagine e del film

1. Sul tempo il ritmo e il montaggio
2. L’idea del film e la sceneggiatura
3. La definizione figurativa del film
4. L’attore nel cinema
5. Della musica e dei rumori

- Capitolo VI: L’autore alla ricerca dello spettatore
- Capitolo VII: La responsabilità dell’artista
- Capitolo VIII: Dopo "Nostalghia"
- Capitolo IX: "Sacrificio"
- Conclusione
- Note
- Il cinema e il teatro di Andrej Tarkovskij
- Indici

1. Indice dei nomi, luoghi e cose notevoli
2. Autori delle immagini

## Temi principali
(Andrej Tarkovskij)

### Il senso dell'arte e il ruolo dell'artista
Nel testo, Tarkovskij riflette sull’arte e sul ruolo dell’artista, vedendo la prima come un elemento fondamentale per la comprensione della contemporaneità e della condizione umana, un mezzo di ricerca delle ragioni della propria esistenza ponendo al fruitore dell’opera non una risposta bensì una serie di quesiti. Nel saggio l’autore identifica la nostalgia dell’ideale come forza generativa dell’opera d’arte, rintracciando il sentimento di perdita della sfera spirituale e religiosa del mondo contemporaneo. Tarkovskij vede quindi nell’arte il tentativo di superare l’inaridimento spirituale, citando Dostoevskij come esempio di un artista in grado di combattere contro questa tendenza. L’immagine è il mezzo artistico grazie al quale si può rappresentare l’infinito, laddove le parole falliscono l’immagine riesce a far percepire realtà indefinite e infinite. l’arte viene pensata da Tarkovskij come un modo per entrare in contatto profondo con l’altro e “far propria l’esperienza altrui”.
La figura dell’artista  è di grande importanza in quanto voce dello spirito dei tempi: L’artista, secondo Tarkovskij, possiede il dono di intuire e percepire il lato nascosto delle cose ed è sua responsabilità rappresentarlo e instaurare un rapporto diretto con le coscienze degli spettatori attraverso la propria opera. All’artista sta la responsabilità di esprimere il mondo spirituale attraverso l’arte, la quale svolge anche un compito di educazione morale. “È compito del regista riprodurre la vita: il suo movimento, le sue contraddizioni, le sue tendenze e la sua lotta.”. È quindi opinione dell’autore il fatto che l’artista debba tendere in maniera assoluta alla rappresentazione della verità. Tarkovskij muove critiche nei confronti della figura dell’artista suo contemporaneo, identificando nel suo operato una ricerca di fama e gloria immediate, senza reale impegno artistico. L’artista moderno si concerta troppo sul metodo e questa ostentazione stilistica rappresenta per Tarkovskij lo sfrenato esibizionismo comune tra i suoi colleghi coevi.

### Il cinema come arte del tempo
Il terzo capitolo del saggio, Il tempo impresso, si concentra sull’idea di “tempo”, il rapporto tra passato e presente, il primo come ben più concreto del secondo, e l’idea della memoria come concetto spirituale. Tarkovskij è affascinato dal marchio del tempo, dal susseguirsi degli eventi che si sedimentano e lasciano un’impronta sul presente. Il cinema ha come suo tratto distintivo, come sua specificità, il fatto di mostrarsi allo spettatore senza intermediari, contrariamente alla letteratura che utilizza le parole, e la capacità di “imprimere il tempo” in maniera fattuale, con la possibilità di visionare il tempo impresso un numero indefinito di volte. Ogni fatto impresso attraverso la cinepresa è dunque immerso nel fluire del tempo, perfino un oggetto immobile. Per l’autore, l’immagine cinematografica è dunque, in ultima analisi, “l’osservazione di un fatto che si svolge nel tempo”. Nel capitolo Tarkovskij inizia ad affrontare questioni di natura tecnica come, ad esempio, la suddivisione dell’inquadratura in due parti, da lui criticata, in quanto non conforme alla visione naturale dei fatti, essendo che rappresentare simultaneamente due o più azioni è del tutto innaturale.

### Considerazioni tecniche sul cinema
Nel saggio, Tarkovskij espone una riflessione approfondita sulle tecniche cinematografiche, intese non come mero strumento espressivo ma come veicolo per una concezione filosofica del cinema. Tali idee sono ben articolate nel quinto capitolo del saggio, intitolato dell’immagine e del film. Il capitolo è a sua volta suddiviso in cinque sotto-capitoli, ciascuno dei quali focalizzato su un aspetto tecnico cinematografico, dal montaggio alla sceneggiatura per poi passare alla poetica testuale, agli attori e all’aspetto sonoro dell’opera.
Tarkovskij rifiuta il montaggio intellettuale tipico del cinema sovietico, come quello di Ėjzenštejn, sostenendo che esso frammenta il flusso temporale e manipola artificialmente il senso delle immagini. In alternativa, propone un uso esteso del piano sequenza e dell’inquadratura lunga, strumenti che permettono di mantenere la continuità temporale e di immergere lo spettatore in un ritmo interno, distante dal tipico montaggio frenetico del cinema commerciale e quindi più vicino alla percezione naturale della realtà. Un ruolo centrale è attribuito anche al suono, che Tarkovskij tratta con grande cura. Egli predilige i rumori ambientali reali e utilizza la musica con attenzione, essendo conscio del fatto che il brano musicale è in grado di deformare la scena, rendendola più o meno leggera. La colonna sonora diventa così un elemento integrato all’immagine, capace di intensificare il senso profondo delle sequenze. Dal punto di vista visivo, Tarkovskij discute del problema del colore nelle opere cinematografiche, visto da lui come un possibile specchio per le allodole, ovvero un mezzo per nascondere la mancanza di contenuto e di trasformare Il film in una sorta di rivista illustrata. Egli propone quindi l'uso, talvolta, di scene monocrome da alternare a scene più colorate. Le sue composizioni visive rifuggono l’estetismo e si basano su luci naturali, asimmetrie e imperfezioni studiate, in funzione della verosimiglianza e della densità temporale dell’immagine.Rimarca l'importanza della fotografia all'interno dell'organico dell'opera, considerando il direttore alla fotografia come un coautore.Anche la sceneggiatura è concepita in modo non tradizionale, Tarkovskij la considera solo un canovaccio iniziale, lasciando spazio all’improvvisazione e all’intuizione durante le riprese. Gli attori non devono "interpretare" ma "vivere" la scena, in modo da restituire emozioni autentiche. Questa differenza è anche ciò che separa la performance teatrale da quella cinematografica: Mentre la prima si basa su una preparazione psicologica dell'attore che costruisce letteralmente il personaggio dentro di se, la seconda è più in balia degli eventi del film e delle decisioni in post produzione del regista.

## "Sacrificio"
L’ultimo capitolo numerato, inserito in tutte le edizioni a partire dal 1988, fu completato dall’autore poche settimane prima della sua morte, avvenuta il 29 dicembre 1986. Il contenuto del capitolo verte intorno a considerazioni cinematografiche e filosofiche sulla sua ultima opera filmica, Sacrificio, da cui prende il nome il capitolo. Tarkovskij ritorna sulle sue considerazioni su arte, destino, spiritualità e responsabilità artistica attraverso l’analisi testuale del film, chiarendo il sotto-testo filmico ed esplorando la figura del protagonista Aleksandr, figura emblematica del poeta recipiente del dono della profezia, che attraverso il suo operato ha la responsabilità di curare la malattia spirituale del mondo contemporaneo. Tarkovskij, Attraverso l’analisi della sua ultima opera, intende dunque condannare “la forza distruttiva dei meccanismi della società moderna”.

## Accoglienza
Il libro è considerato da molti uno dei libri più significativi nel campo della teoria cinematografica. Il saggio viene accolto positivamente dalle testate giornalistiche internazionali di settore. L’Avvenire lo descrive come un testo “Sempre attuale, sempre più attuale, nella sua inattualità” per quanto riguarda l’idea di arte e il commentario sociale sulla contemporaneità. Il Los Angeles Times elogia il saggio, informando i lettori di non aspettarsi una critica prolungata e approfondita alla dittatura sovietica che aveva costretto il regista all’esilio, bensì di aspettarsi opinioni forti sull’impoverimento spirituale occidentale. Definito come profondamente umano, il libro viene riassunto con la frase “Contenuto e coscienza devono primeggiare sulla tecnica”, rimarcando la mira profondamente filosofica e poetica di Tarkovskij.Paste magazine sottolinea come scolpire il tempo abbia la capacità di creare un nuovo modo di vedere il cinema, offrendo una visione artistica di pura spiritualità. Altro punto che viene portato alla luce ed analizzato è il modo in cui l’opera porta alla luce gli ostacoli che forze autoritarie, come quella sovietica, rappresentano per la creazione artistica ed i modi in cui questa oppressione ha influenzato l’operato di Tarkovskij, senza andare a svalutarne il valore.

## Edizioni
- Scolpire il tempo, Milano, Ubulibri, 1988, ISBN 9788877480743.
- (DE) Die Versiegelte Zeit, Berlino, Ullstein, 1985.
- (EN) Sculpting in time: reflections on the cinema, traduzione di Kitty Hunter-Blair, Austin, University of Texas Press, 1986, ISBN 9780292776241.
- (ES) Esculpir en el tiempo: reflexiones sobre el arte, la estética y la poética del cine, Madrid, Rialp, 1997, ISBN 9788432127915.
- (FR) Le Temps scellé: de "l'Enfance d'Ivan" au "Sacrifice", Parigi, Ed. de l'Etoile, 2008, ISBN 9782866423728.
- Scolpire il tempo, Firenze, Istituto internazionale Andrej Tarkovskij, 2015, ISBN 978-88-903301-2-4.